# Dorsetichthys bechei
Dorsetichthys bechei è un pesce osseo estinto, vicino ai (o alla base dei) teleostei. Visse nel Giurassico inferiore (circa 200 - 195 milioni di anni fa) e i suoi resti fossili sono stati ritrovati in Europa (Inghilterra e forse Germania).

## Descrizione
Di piccole dimensioni, questo pesce possedeva un corpo allungato che non superava la lunghezza di circa 20 centimetri. Le ossa e le scaglie erano ricoperte da un sottile strato di ganoina. L'aspetto doveva essere vagamente simile a quello di una sardina. Le scaglie ganoidi erano simili a quelle degli attuali lepisostei, con una superficie liscia. La pinna caudale era semi-eterocerca, con un lobo superiore leggermente più grande. Le ossa parietali erano acute anteriormente e suturate alle ossa rostrali da uno stretto contatto. Gli elementi della scatola cranica erano fusi e privi di suture, mentre i canali sopraorbitali e otici erano dotati di tubuli diramati. L'osso mascellare era notevolmente ornamentato da creste longitudinali di ganoina. Il canale sensoriale presente sul preopercolo era dotato di circa 20 tubuli che si aprivano sui margini ventrale e posteriore. Le vertebre erano di tipo cordacentrico e, nella regione caudale, erano diplospondile. 

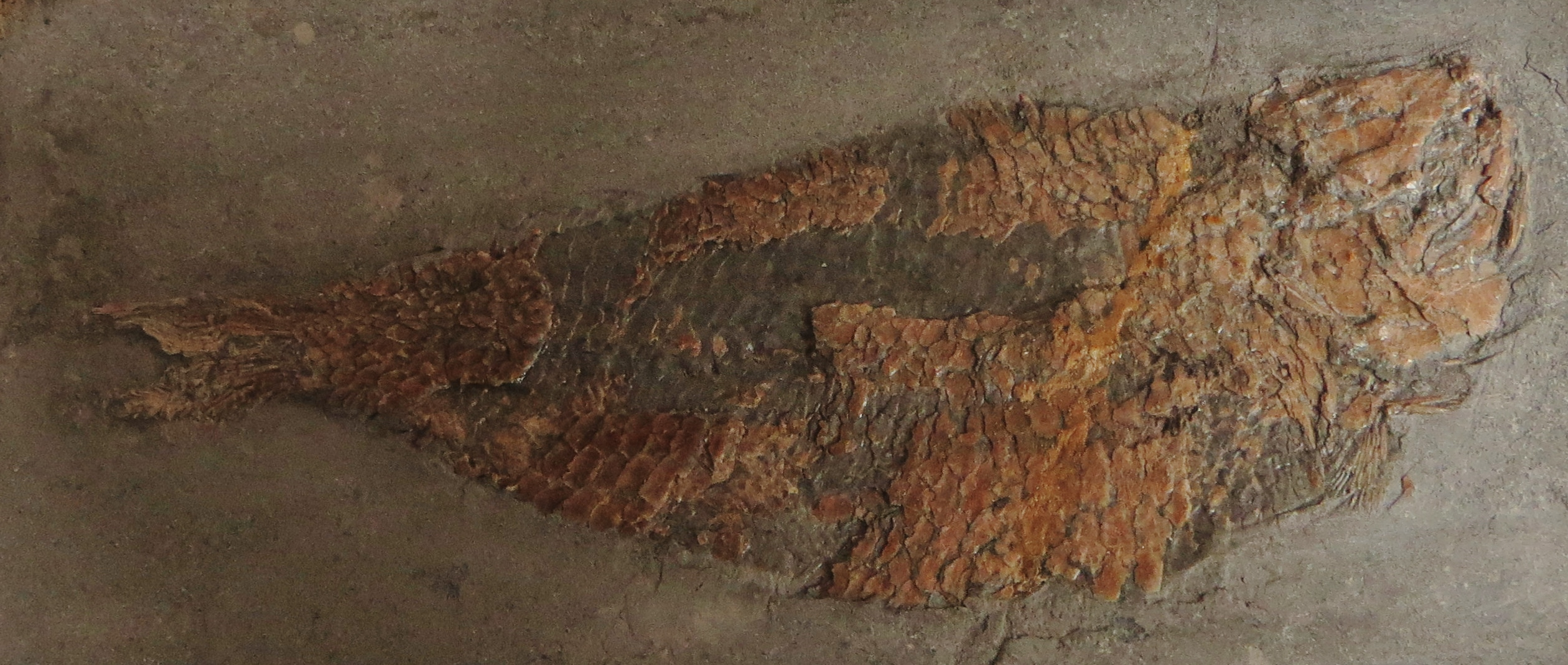
Fossile di Dorsetichthys bechei proveniente da Lyme Regis

## Classificazione
Descritto per la prima volta nel 1837 da Louis Agassiz con il nome di Pholidophorus bechei, questo pesce osseo è stato a lungo considerato un tipico rappresentante del genere Pholidophorus e numerosi fossili sono stati ritrovati nel giacimento inglese di Lyme Regis. Altri fossili attribuiti a questa specie sono stati ritrovati in Germania (Holzmaden). Tuttavia, una recente revisione dei folidoforiformi ha indicato che questa specie era in realtà un genere a sé stante, dotata di caratteristiche ben distinte da quelle delle altre specie attribuite a Pholidophorus, e probabilmente più derivata. Fu quindi necessario istituire il genere Dorsetichthys (Arratia, 2013). 

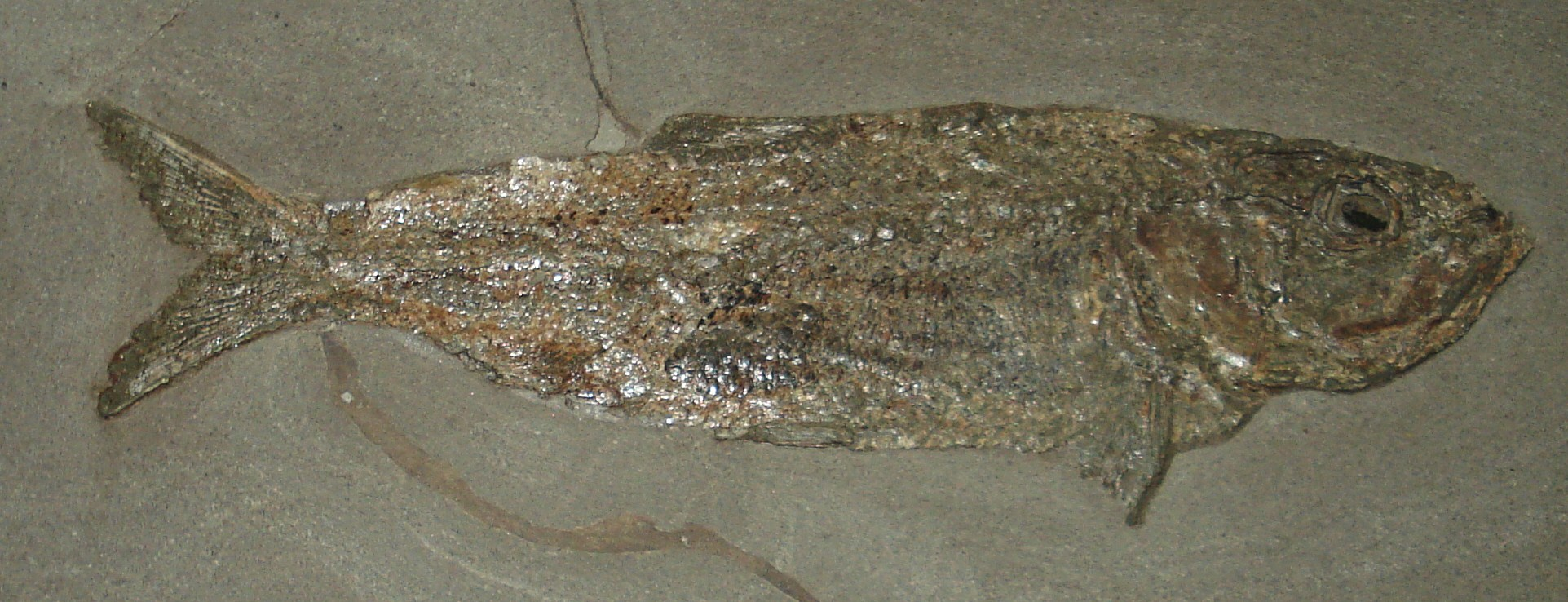
Fossile di Dorsetichthys bechei proveniente da Holzmaden

Dorsetichthys è probabilmente più derivato di altre forme come Pholidophorus, Eurycormus, Catervariolus e Ankylophorus, ed è probabilmente ancestrale al gruppo comprendente Ichthyokentema, Leptolepis, Varasichthys, Ascalabos, Tharsis e i teleostei moderni (Teleocephala).